# Kate Barnard
Catherine Ann Barnard, dit Kate Barnard, née le 23 mai 1875 à Geneva, Nebraska, États-Unis et morte le 23 février 1930  à Oklahoma City, Oklahoma, États-Unis, est une femme politique américaine. En 1907, elle devient la première femme à accéder à une fonction administrative élective aux États-Unis, en tant que commissaire chargée des œuvres de charité de l'Oklahoma, qu'elle occupe pour deux mandats de quatre ans (ce poste est, à partir de cette date, le seul accessible aux femmes selon la Constitution de l'Oklahoma).

## Sources
- (en) Cet article est partiellement ou en totalité issu de l’article de Wikipédia en anglais intitulé « Kate Barnard » (voir la liste des auteurs).